# آشپزی بورکینافاسویی
آشپزی بورکینابه، سبک آشپزی در بورکینافاسو است که مشابه آشپزی در بسیاری از نقاط غرب آفریقا است و بر پایه غذاهای اصلی مانند سورگوم، ملا، برنج، فونیو، ذرت، بادام زمینی، سیب‌زمینی، لوبیا، یام و بامیه است. برنج، ذرت و ارزن از رایج‌ترین غلات مصرفی هستند. مصرف گوشت کبابی، به ویژه گوشت بره، گوشت بز، گوشت گاو و ماهی رایج است.
سبزیجات شامل یام و سیب‌زمینی، بامیه، گوجه‌فرنگی، کدو، هویج، تره، پیاز، چغندر، کدو حلوایی، خیار، کلم، خاکشیر و اسفناج هستند.
اگرچه محصولات وارداتی در مناطق شهری رو به افزایش است، وعده‌های غذایی در مناطق روستایی معمولاً شامل تُو، سس برگ‌های کورچور یا بائوباب، همچنین کالیکس از درخت پنجه دنده‌ای، ماهی خشک و ادویه‌هایی مانند فلفل و سومبلا است.

## غذاهای رایج

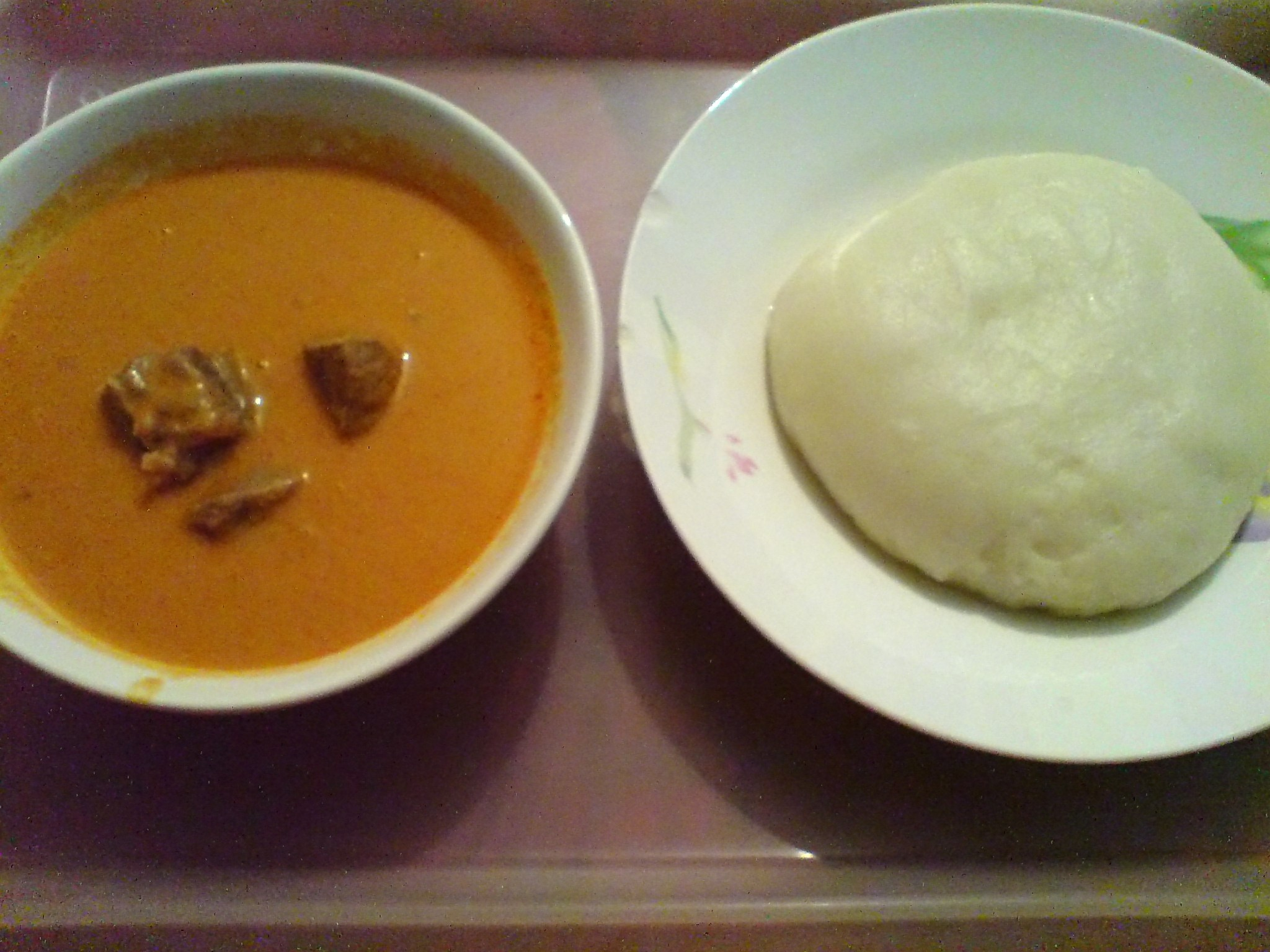
یک بشقاب فوفو (سمت راست) همراه با سوپ بادام زمینی

موقعیت بورکینافاسو

- تُو (saghbo در موری)، کیک‌های سرد به سبک پولنتا که از دانه‌های ارزن، سورگوم یا ذرت تهیه می‌شود. تُو با سس تهیه شده از سبزیجاتی مانند گوجه‌فرنگی، فلفل، سومبلا و هویج سرو می‌شود و گاهی با تکه‌ای گوشت مانند گوشت بره یا بز تکمیل می‌شود.[۵] این غذای سنتی که با دست خورده می‌شود، جزء اصلی رژیم غذایی بورکینابه است.[۳]
- فوفو
- Poulet bicyclette، یک مرغ کبابی که در سرتاسر غرب آفریقا رایج است.[۳]
- Ragout d'Igname، یک خورشت یام که بومی بورکینافاسو است.
- رایز گرا، برنج پخته شده با پیاز، گوجه‌فرنگی و گوشت.[۲][۳]
- سس گمبو، سسی که با بامیه تهیه می‌شود.
- بروشت‌ها
- Poulet braisé، مرغ کبابی که در شهر بسیار محبوب است؛ تقریباً همه رستوران‌ها و بارها این غذا را ارائه می‌دهند.
- بابندا، یک خورشت از لوبیا تخمیر شده، ماهی، کلم و/یا اسفناج.[۶]

رستوران‌ها معمولاً غذاهای بورکینابی را در کنار غذاهای کشورهای همسایه سرو می‌کنند. غذاهای خارجی شامل خورش ماهی یا گوشت به نام از ساحل عاج و خورش مرغ با لیمو و پیاز، از سنگال است.
رستوران‌ها معمولاً غذاهای بورکینابه را در کنار غذاهای کشورهای همسایه سرو می‌کنند. غذاهای خارجی شامل خورشت ماهی یا گوشتی به نام کِدژنو از ساحل عاج و پولیت یاسا, یک خورشت مرغ با لیمو و پیاز، از سنگال است.

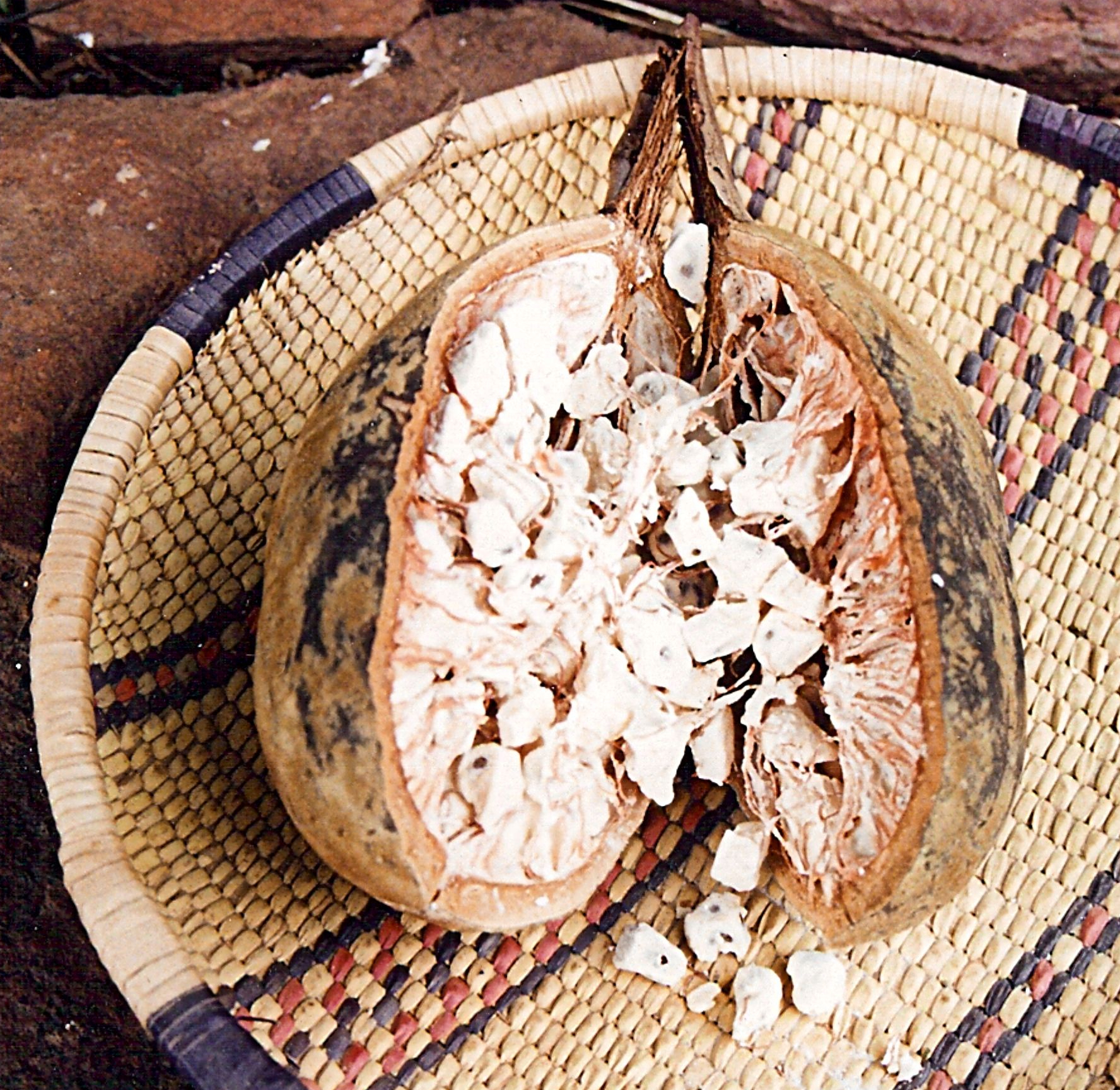
میوه درخت بائوباب
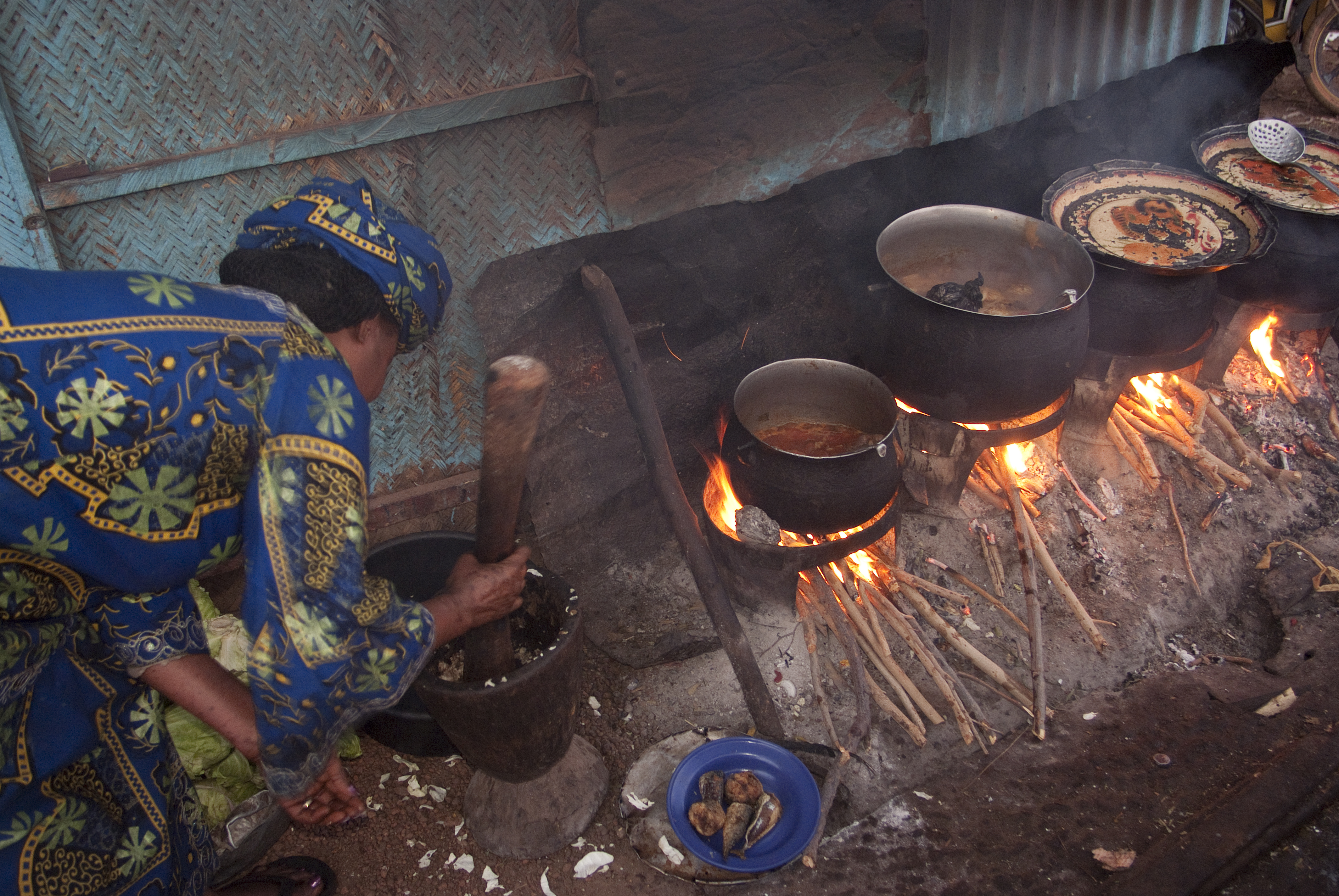
غذاهایی که در بورکینافاسو طبخ می‌شوند
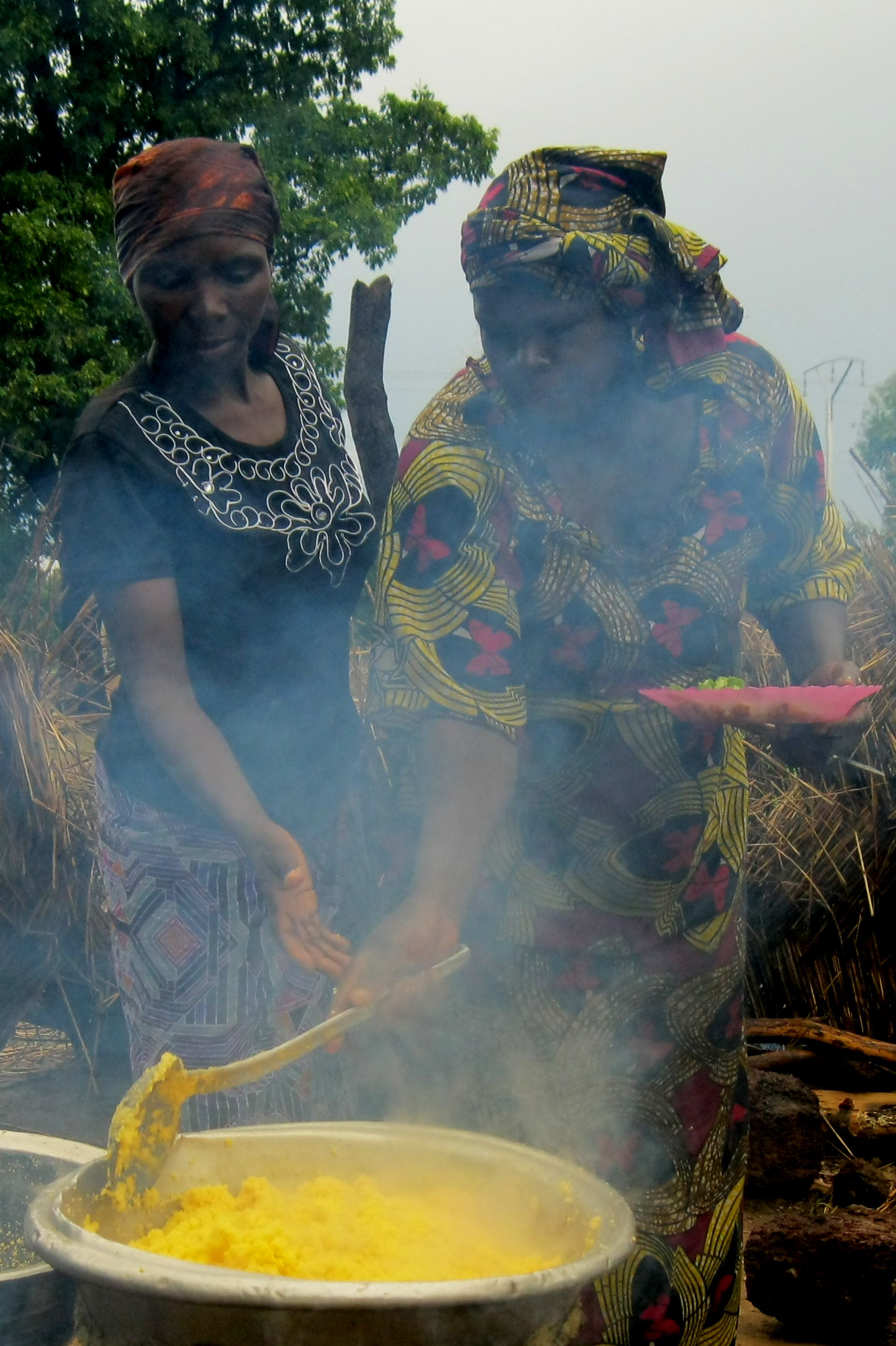
آماده شدن تُو

## نوشیدنی‌های رایج
- بیسپ/بیسپ، یک نوشیدنی ترش‌مزه که از گل‌های رزله (بیسپ) در خانواده هبوکس ساخته می‌شود،[۷] که با شکر شیرین می‌شود.
- دگو، یک نوشیدنی که از ارزن و ماست تهیه می‌شود.
- دولو، یک آبجو که از ارزن یا سورگوم تهیه می‌شود.[۸]
- تدو, که به آن Pain de Sainge نیز گفته می‌شود، میوه بائوباب است.
- یاماکو یا Yammaccudji، نوشیدنی‌ای که از زنجبیل تهیه می‌شود.
- زومکوم، یک نوشابه که از آرد ارزن، زنجبیل، آب لیمو و تمر هندی تهیه می‌شود.[۱]
- آب ودا